# Derenivska, Terebovlea
Derenivska (în ucraineană Деренівська) este o comună în raionul Terebovlea, regiunea Ternopil, Ucraina, formată numai din satul de reședință.

## Demografie
Componența lingvistică a comunei Derenivska
     Ucraineană (100%)
Conform recensământului din 2001, toată populația comunei Derenivska era vorbitoare de ucraineană (100%).